# Kvarngatan

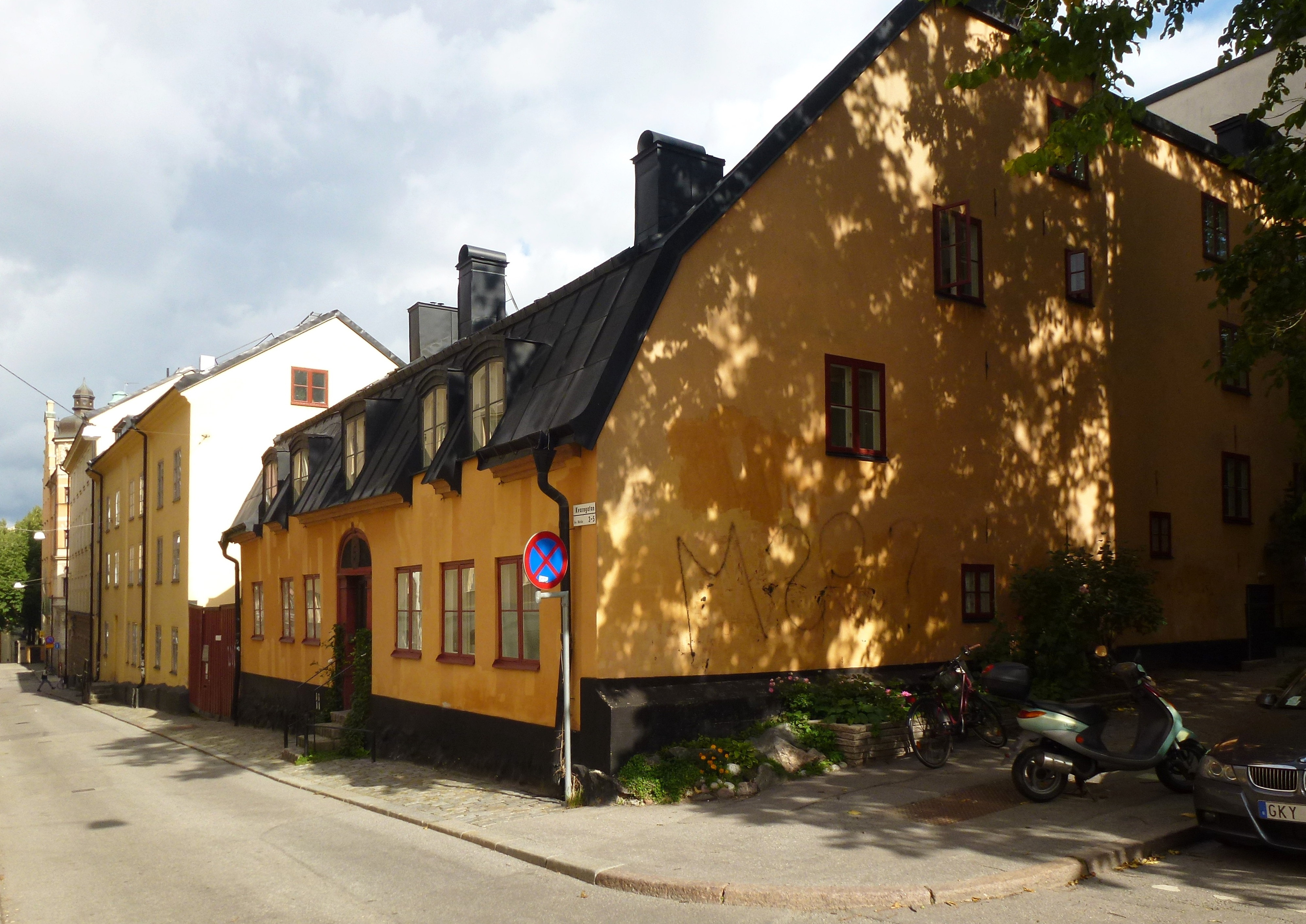
Kvarngatan 5, vy mot norr, 2012.

Kvarngatan är en gata på Södermalm i Stockholm. Gatan ledde upp till det så kallade Kvarnberget som låg söder om Maria Magdalena kyrka. Sitt nuvarande namn fick gatan 1857. Kvarngatan går från Sankt Paulsgatan söderut mot Högbergsgatan, sista delen består av trappor.

## Historik

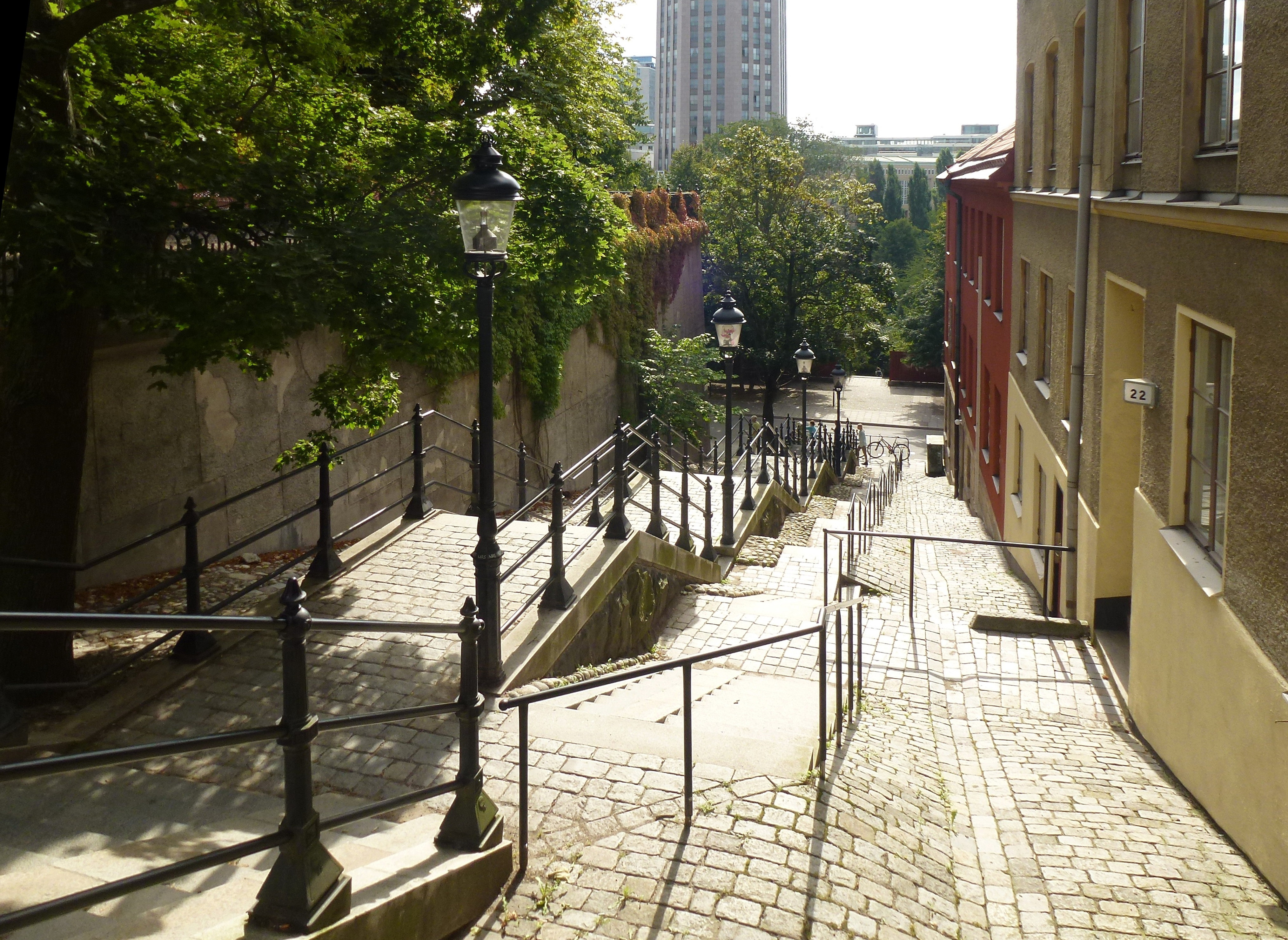
Kvarngatans trappor, vy mot syd, 2012.

På Kvarnberget (Quarneberget 1645, Väderkvarnsbacken 1646)  har det stått väderkvarnar sedan medeltiden, och omnämns i tänkeboken från augusti 1487. Här låg på 1600- och 1700-talen en grupp bestående av tre stolpkvarnar: Stora och Lilla Somens kvarn samt Christian Hanssons kvarn. Det var troligen den senare som utlöste den stora Katarinabranden 1723.
Nuvarande Kvarngatan kallades 1647 ”Wäderquarne gathun” och 1649 ”Wäderquarne grenden”.  År 1674 omtalas gatan som ”Bryggare gränden”, enligt Holms tomtbok var två bryggare tomtägare vid gatan. På 1800-talets mitt förekom namn som ”Maria Kvarngränd (1834) och ”Maria Qvarngata” (1857). Förleden ”Maria” utgick 1891, då ingen förväxlingsrisk med andra av Stockholms kvarngator längre existerade. 
Vid Kvarngatans östra sida ligger Södra Latin, som  invigdes 1891 och ritades av arkitekt Per Emanuel Werming. 

## Kvarngatan 5
En av de få kvarvarande äldre byggnaderna vid Kvarngatan är nr 5. Bakom gathuset finns ytterligare tre huskroppar. Huset började byggas 1726 på initiativ av fiskköparen Mats Olsson. Då tillkom gathuset som 1757 kompletterades med gårdshuset och 1785 med den norra flygeln, samtidigt fick gathuset en vindsvåning och takkupor. Typiskt för huset vid Kvarngatan 5 var alla smålägenheter.  År 1904 bodde i 22 lägenheter 63 vuxna och 59 barn, som tillsammans delade på elva torrdass. I början av 1980-talet hotades huset av rivning, men räddades kvar och rustades upp mellan 1987 och 1989. Bakom gatufasadens gulfärgade puts, som tillkom i början på 1900-talet,  finns den ursprungliga timmerstommen från 1726 bevarad.

## Kvarngatan 6
Kvarngatan 6 var adressen där tårgas användes för första gången den 23 januari 1936 för att oskadliggöra en dubbelmördare som barrikaderat sig i en lägenheten. Tårgasen, bromaceton, sprutades in i lägenheten med hjälp av en insektsspruta försedd med gummislang som stoppades in i nyckelhålet. Man bröt sig sedan in i lägenheten, men dubbelmördaren hade skjutit sig och avled på väg till sjukhuset.